# 圭利亚
圭利亚（義大利語：Guiglia），是意大利摩德纳省的一个市镇。总面积49平方公里，人口4115人，人口密度84.0人/平方公里（2009年）。ISTAT代码为036017。